# Sarie Marais
Sarie Marais är en forskningsstation i Antarktis. Den ligger i Östantarktis. Norge gör anspråk på området. Sarie Marais ligger 1 089 meter över havet.
Terrängen runt Sarie Marais är kuperad åt sydost, men åt nordväst är den platt. Trakten är obefolkad. Det finns inga samhällen i närheten. 